# 오이
오이(영어: Cucumber)는 박과의 한해살이 덩굴식물로, 많은 품종이 개발되어 전 세계적으로 과일로 재배되고 있다. 학명은 'Cucumis sativus'이며, 인도가 원산지이다.
강원도 인제 및 전라남도 곡성군 명산 지방의 오이가 맛의 방주에 등재되어 있다.
숙성시키면 피클이 되며 피자의 재료에 들어가기도 한다. 생오이와 피클은 씹는 맛이 다르기 때문에 피클은 반면 신맛이 나는 경우가 있다.

## 특징
줄기는 능선과 더불어 굵은 털이 있고 덩굴손으로 감으면서 다른 물체에 붙어서 길게 자란다. 잎은 어긋나고 잎자루가 길며 손바닥 모양으로 얕게 갈라지고 가장자리에 톱니가 있으며 거칠다. 꽃은 단성화이며 5∼6월에 노란색으로 피고 지름 3cm 내외이며 주름이 진다.
화관은 5개로 갈라지고 수꽃에는 3개의 수술이 있으며 암꽃에는 가시 같은 돌기가 있는 긴 씨방이 아래 쪽에 있다. 열매는 장과(漿果)로 원주형이며 어릴 때는 가시 같은 돌기가 있고 녹색에서 짙은 황갈색으로 익으며 종자는 황백색이다. 오이는 중요한 식용 작물의 하나이며 즙액은 뜨거운 물에 데었을 때 바르는 등 열을 식혀주는 기능도 한다. 많은 품종이 개발되어 있다.

### 꽃
암수한그루로 꽃은 1가화이며 5 ~ 6월에 노란색으로 피고 지름 3cm 내외이며 주름이 진다. 화관은 5개로 갈라지고 수꽃에는 3개의 수술이 있으며 암꽃에는 가시 같은 돌기가 있는 긴 씨방이 있다.

### 씨
장과는 원추형이며 어릴 때는 가시 같은 돌기가 있고 녹색에서 짙은 황갈색으로 익으며 씨는 황백색이다. 열매는 식용하고 열매의 즙액은 뜨거운 물에 데었을 때 바른다.

### 과즙
과즙이 많고 맛이 깔끔해 날로 먹거나, 피클, 오이 냉채, 오이소박이 등의 여러 요리에 쓰인다.

## 역사
서아시아에서 3000년 전부터 재배되고 있었다는 점 등 때문에 오이는 인도가 원산으로 여겨진다. 오이는 인도에서 그리스·로마로 전해졌고, 또 중국을 통해 동아시아로도 전해졌다. 로마인들은 오이를 좋아한 것으로 알려져 있으며 유럽으로 오이를 전파한 것으로 보인다. 프랑스에서는 9세기에, 영국에는 14세기에, 북아메리카에는 16세기에 오이를 재배한 기록이 있다.
《고려사》에 의하면 남북국시대에 오이(黃瓜)의 재배에 관한 기록이 있고 《해동역사》의 기록 등으로 보아 한국에 오이가 도입된 시기는 약 1500년 전으로 추정된다.

## 생산
중국이 세계에서 가장 많은 오이를 생산한다. 그리고 튀르키예, 러시아, 이란, 우크라이나가 그뒤를 따른다.
| 오이 2014년 생산량           | 오이 2014년 생산량 |
| 나라                         | 단위 (톤)          |
| ---------------------------- | ------------------ |
| 중국                         | 56,900,000         |
| 튀르키예                     | 1,800,000          |
| 러시아                       | 1,800,000          |
| 이란                         | 1,800,000          |
| 우크라이나                   | 900,000            |
| 전세계                       | 75,000,000         |
| 출처 : 유엔의 식량 농업 기구 |                    |

## 품종
다양한 품종들이 개발되어 있다.
- 조선오이(노각오이)
- 온실형 - 19세기에 영국에서 성립된 것으로 가지가 많으며 대형이고 만생이다. 일조부족에도 견디며 단위결과성이 우수하다. 과실의 가시가 곧 없어져서 과면에 광택이 있으며 맛은 좋지 않으나 향기는 좋은 편이다.
- 슬라이스형 - 유럽의 노지재배에 적응된 품종으로 가지를 많이 치고 성표현은 혼성형이며 땅으로 뻗으며 자란다. 열매는 짧은 것에서부터 중장형이며 원통형이다.
- 피클형－가공에 적합한 작은 품종이다. 미국·러시아에서 많이 재배하며 성의 발현은 혼성형이다. 최근에는 자성형의 것이 육종되고 있다. 열매는 난형과 소형의 원통형으로 육질이 치밀하다. 한국에서는 고온다습으로 재배가 어렵다.
- 남지형 - 중국 남부를 중심으로 동남 아시아·일본에 많이 분포되어 있다. 가지도 많이 치며 근군(根群)이 강건하여 이식성이 강하다. 건조에도 견디나 만생이다. 꽃의 착생력은 일반적으로 강하나 약한 것도 있어 그 변이가 크다. 그러나 어느 것이나 온도의 일장(日長)에는 예민하여 저온단일기에는 암꽃이 많아 마디마다 암꽃이 달리나, 고온장일기에는 수꽃이 많고 암꽃이 적게 발현되어 드문드문 착과한다.
- 북지형 - 중국 북부에서 성립된 것으로 중앙 아시아·한국·일본 등지에 많다. 덩굴이 가늘고 마디 사이가 길며 더위에 견디는 힘이 강하다. 내병성도 강하나 근군이 섬세하고 약하여 이식성이 약하다. 일장에 대한 반응은 둔감하며 혼성형이나 자성형도 있다. 열매는 가늘고 길며 흰 가시가 있고 육질은 매우 좋다.[5]

## 한국에서의 이용

### 재배
한국에서 가꾸고 있는 과채류 가운데 재배 형태가 가장 분화가 많이 된 작물로서 연중 생산되고 있다.
재배형은 10-1월에 온실 하우스 안에서 파종하여 1 ~ 4월에 수확하는 촉성재배, 1, 2월 상순에 파종하여 3 ~ 6월에 수확하는 반촉성재배 2, 3월에 씨를 뿌려 5 ~ 7월에 수확하는 조숙재배, 4 ~ 5월에 노지에 직파하여 6 ~ 8월에 수확하는 여름재배, 7 ~ 8월에 씨를 뿌려 9, 10월에 수확하는 억제재배가 있다.
오이도 수박이나 참외처럼 싹을 틔워서 포트나 온상에 파종하여 약 30 ~ 40일간 육묘하여 정식한다. 묘상에서 너무 야간에 고온상태로 관수를 많이 하면, 키만 자라서 환경에 대한 저항성이 약해지므로 유의해야 한다. 보통 육묘시의 야간온도는 15 ~ 17℃, 주간은 22 ~ 23℃가 되게 관리하는 것이 좋다. 온상이나 비닐하우스에서 자란 오이모종을 본밭에 옮겨 심기 위해서는 옮기기 1주일 전부터 피복물을 늦게 덮는 등 일련의 조작으로 경화(硬化)시켜 저온에 견디는 힘을 길러줄 필요가 있다.
시비량은 촉성재배의 경우, 흡수율이 낮으므로 10a당 질소·인산·칼리를 40kg·30kg·40kg 수준으로 시비하며, 조숙 및 노지재배에서는 25kg·15kg·25kg 수준으로 사용한다. 질소와 칼리는 덧거름으로 전량의 40 ~ 50%를 3, 4회 나누어주는데 식물에 너무 가까이 시비하면 안 된다.
재식거리는 하우스 재배시에는 이랑너비 90cm에 두 줄로 심는데 포기 사이는 45cm가 되게 한다. 정식 뒤에는 대나무 등을 이용해서 지주를 세워주어야 한다. 수확은 개화 뒤 5 ~ 10일에 실시한다.

### 병해 및 방제
병으로는 잎에 담황색이나 담갈색의 반점이 생기는 노균병, 황백색의 둥그렇고 오목한 병반이 생기는 탄저병이 많이 발생한다. 이때에는 지네브 및 마네브 400 ~ 600배 액을 뿌려 방제한다.

### 이용 및 성분
온실등을 이용한 주년재배로 연중 출하가 되고 있으나 최성기는 여름이다.
신선한 것은 생식용(샐러드·오이소박이 등)으로 하는데 오이 특유의 향기가 있다. 오이는 오이소박이·오이지·오이 장아찌 등을 만들어 먹으며 오이냉국 등 다양하게 이용되는 채소이다. 늙은 오이는 '노각'으로 불리는데 '늙은 오이' 즉 '老瓜(노과)'가 변한 말이라 추정된다. 노각은
무침 등 주로 반찬의 재료로 사용된다.
피부미용으로는 피부가 장시간 햇빛에 노출되어있을 때 오이를 얇게 썰어 피부에 붙이면 오이에 있는 수분 덕분에 피부 진정 효과와 미백에 효과를 볼 수 있다.
오이에는 95% 이상의 수분이 있으며 각종 비타민·무기질이 조금씩 들어 있고 아스코르비나아제(ascorbinase)가 다량 함유되어 있다. 오이에는 수분 95%, 단백질 0.7%, 지방 0.1%, 탄수화물 3.4%, 섬유질 0.4%, 회분 0.4%로 별다른 주요한 영양원 없다는 점에서 그리고 또한 비타민A 56I.U., 비타민C 15mg, 비타민B1 0.06mg, 비타민B2 0.05mg 나이아신(niacin), 판토텐산(pantothenic acid)등 여러 비타민이 풍부하여 우수한 비타민 공급체라는 면에서 보다 유용할 수 있다.
가끔 쓴 오이가 있는데 이는 쿠쿠르비타신(cucurbitacin)이라는 알칼로이드 계통의 물질 때문으로 너무 건조하거나 성장조건이 보다  열세할 때 이러한 생장인자를 고려할 수 있다.

## 효능

### 혈당
몇 가지 동물 및 시험관 연구에서 오이는 혈당 수치 및 당뇨병 관련 문제의 관리에 도움이 되는 것으로 나타났다. 혈당에 대한 다양한 식물의 효과는 동물 연구에서 조사되었다. 오이는 혈당 수치를 효과적으로 관리하고 감소시키는 것으로 밝혀졌다. 연구자에 따르면 오이 껍질 추출물은 화학 물질에 의해 유발된 쥐의 당뇨병을 치료할 수 있었다. 오이 껍질은 혈당 수치를 낮추면서 대부분의 당뇨병 관련 변화를 되돌렸다. 오이는 시험관 연구에서 산화 스트레스를 줄이고 당뇨병 관련 문제를 예방하는 데 도움이 되는 것으로 나타났다.

### 배변
오이는 소화 시스템의 균형을 유지하여 규칙적인 배변을 촉진하는 데 도움이 될 수 있다. 탈수는 수분 균형을 바꾸고 배변을 어렵게 만들 수 있기 때문에 심각한 변비 위험 요소다. 오이는 수분 함량이 높기 때문에 건강에 이롭다. 변비와 불규칙성은 수분을 유지함으로써 예방할 수 있다. 오이는 또한 영양소가 풍부하고 칼로리가 낮아 식단에 건강하게 추가할 수 있다. 또한 오이에는 식이섬유가 있어 규칙적인 배변을 도와준다. 펙틴은 오이에 존재하는 수용성 섬유질의 일종으로 배변 횟수를 도울 수 있다. 펙틴은 다양한 방식으로 연구되었다. 한 시험에서 80명의 참가자가 펙틴 보충제를 복용했다.  펙틴은 장 근육의 기능을 촉진하는 동시에 소화를 돕는 위장의 유익한 박테리아에 영양을 공급한다.

### 향산화제
오이를 포함한 과일과 채소에는 이러한 질병의 위험을 낮추는 데 도움이 될 수 있는 항산화 영양소가 풍부하다. 오이 분말을 식단에 추가하여 30명의 노인을 대상으로 항산화 능력에 대해 연구했다. 30일간의 연구 결과, 오이 분말은 여러 항산화 지표와 항산화 상태를 크게 증가시켰다.

### 수분
특히 과일과 채소는 수분이 풍부해 좋은 물 공급원일 수 있다. 한 연구에서 442명의 어린이에 대한 수분 상태를 평가하고 식단 기록을 수집했다. 연구원에 따르면 과일과 채소 섭취 증가는 수분 상태의 개선과 관련이 있다. 오이는 수분 촉진을 포함하여 여러 가지 건강상의 이점이 있다. 대부분이 물(약 96%)로 구성되어 있기 때문에 매일 수분 요구 사항을 충족하는 데 특히 도움이 된다.

### 체중 감량
오이는 여러 가지 방법으로 체중 감소를 도울 수 있는 저칼로리, 영양 밀도가 높은 채소다. 우선 칼로리가 낮다. 각 1컵(104그램) 부분에는 16칼로리가 있는 반면, 11온스(300그램) 오이 전체에는 45칼로리가 있다. 이는 과식으로 살이 찌지 않고 원하는 만큼 오이를 먹을 수 있음을 의미한다. 3,628명을 대상으로 한 연구에 따르면 수분이 많고 칼로리가 낮은 식사를 섭취하면 체중이 크게 감소하는 것으로 나타났다.

## 싫어하는 사람
오이를 싫어하는 이유는 맛과 향 두 가지 때문이다. 오이를 비롯해 참외, 수박 등 박과 식물은 대체로 양쪽 꼭지 주위에서 쓴맛이 난다. 해충이나 초식동물로부터 자신을 보호하기 위해 쿠쿠비타신이라는 물질을 가지고 있기 때문이다. 미국 유타대 연구팀은 2016년 오이에 대한 입맛 차이는 쓴맛을 감지하는 유전자 때문이라고 밝혔다. 사람의 염색체 7번에는 특정 유전자(TAS2R38)가 존재하는데, 이 유전자는 쓴맛에 민감한 PAV형(프롤린-알라닌-발린)과 둔감한 AVI형(알라닌-발린-이소류신)으로 나뉜다. PAV형을 가진 사람은 AVI형보다 100배에서 1000배 정도 쓴맛을 더 민감하게 느끼는 것으로 알려졌다.

## 그림과 사진

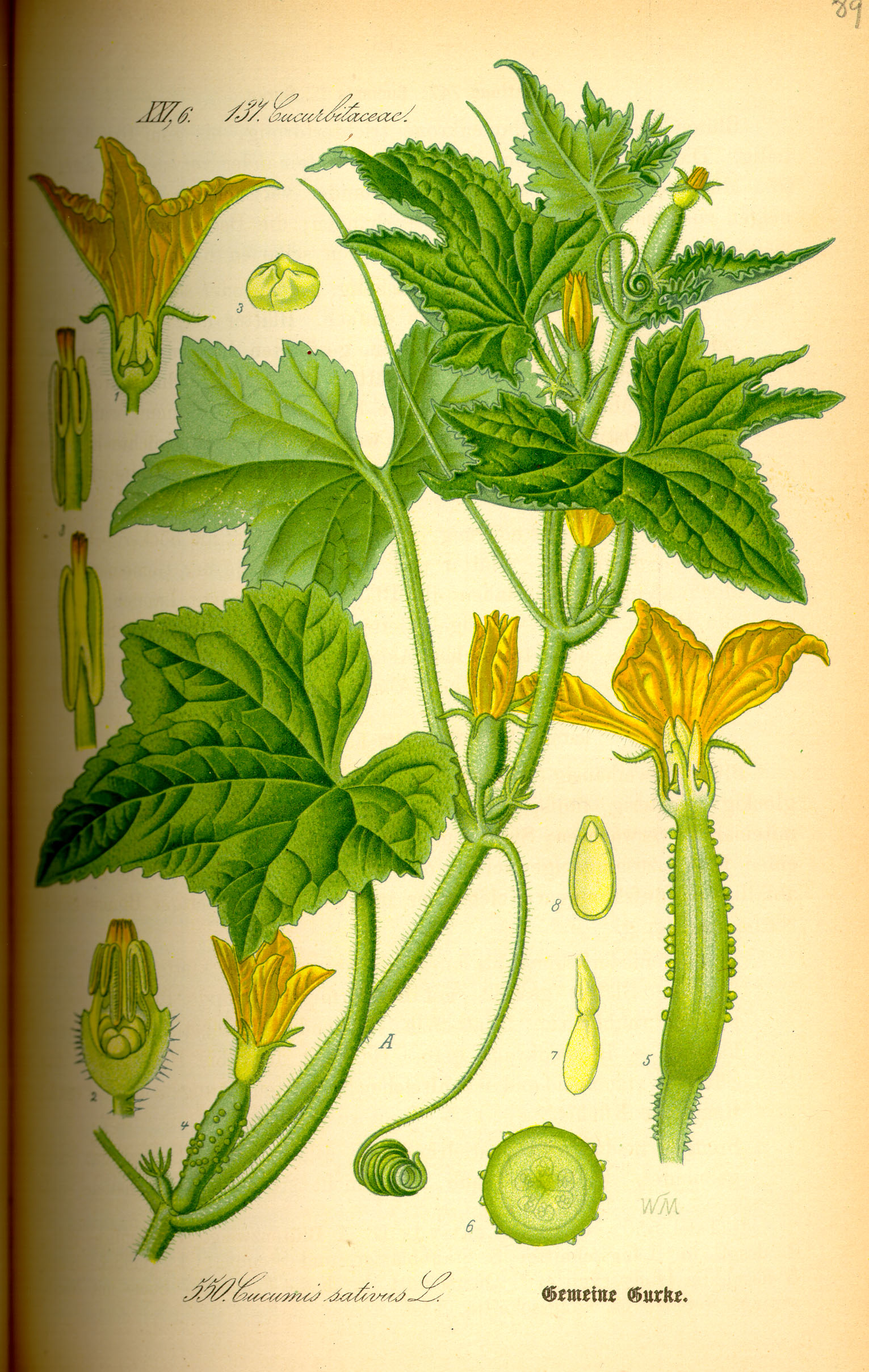
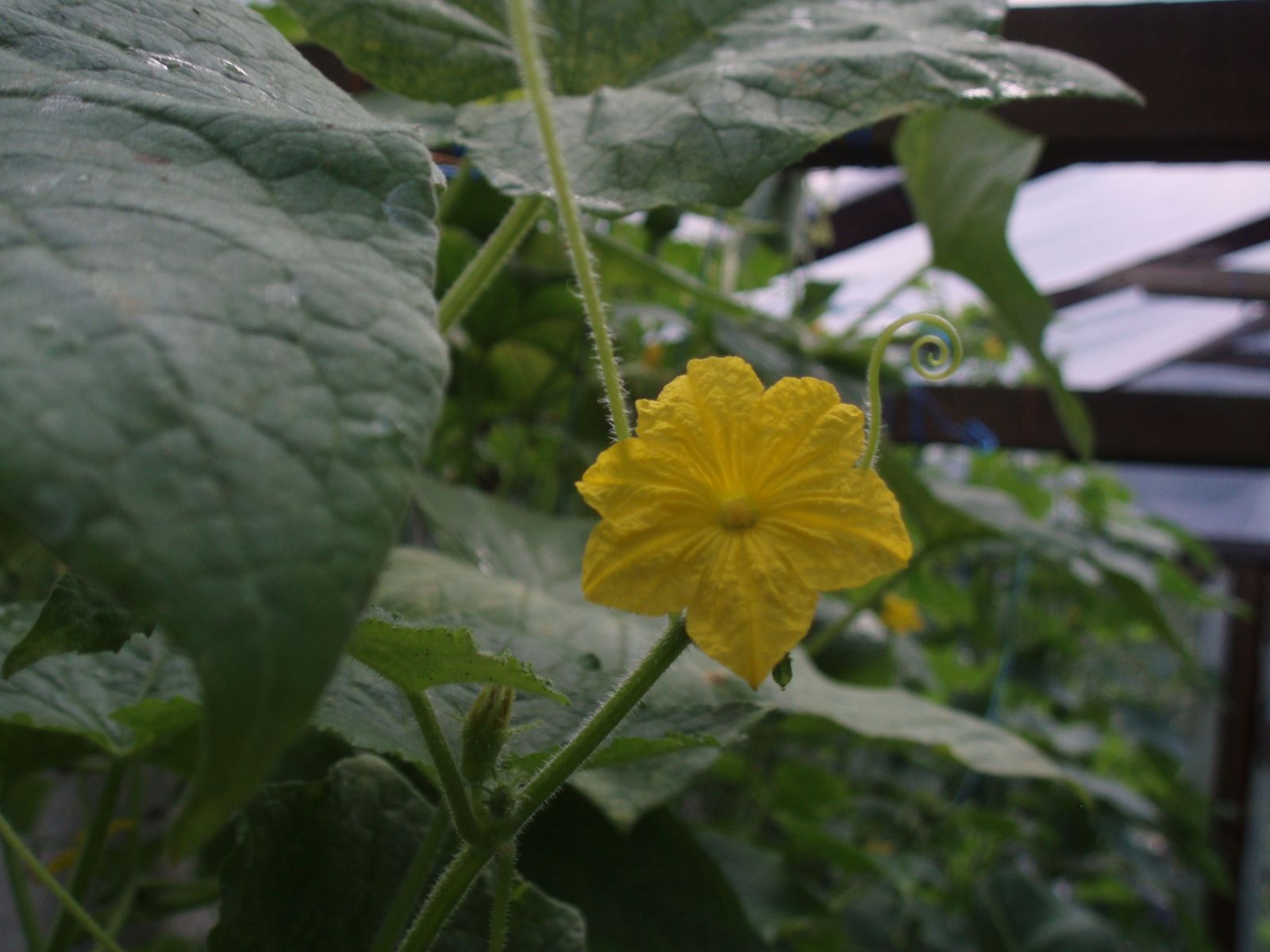
오이꽃.
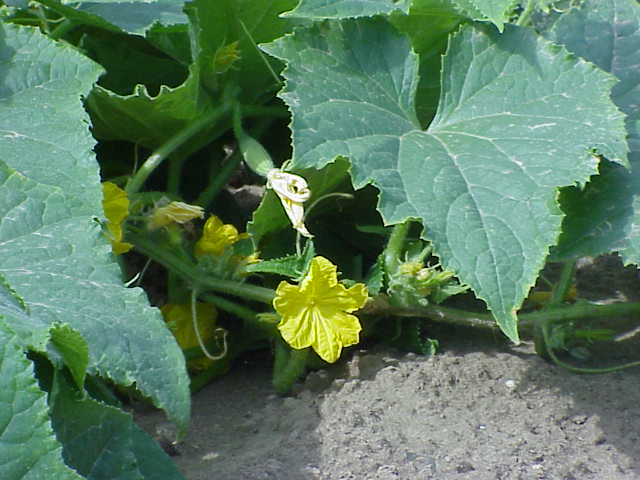
오이꽃.
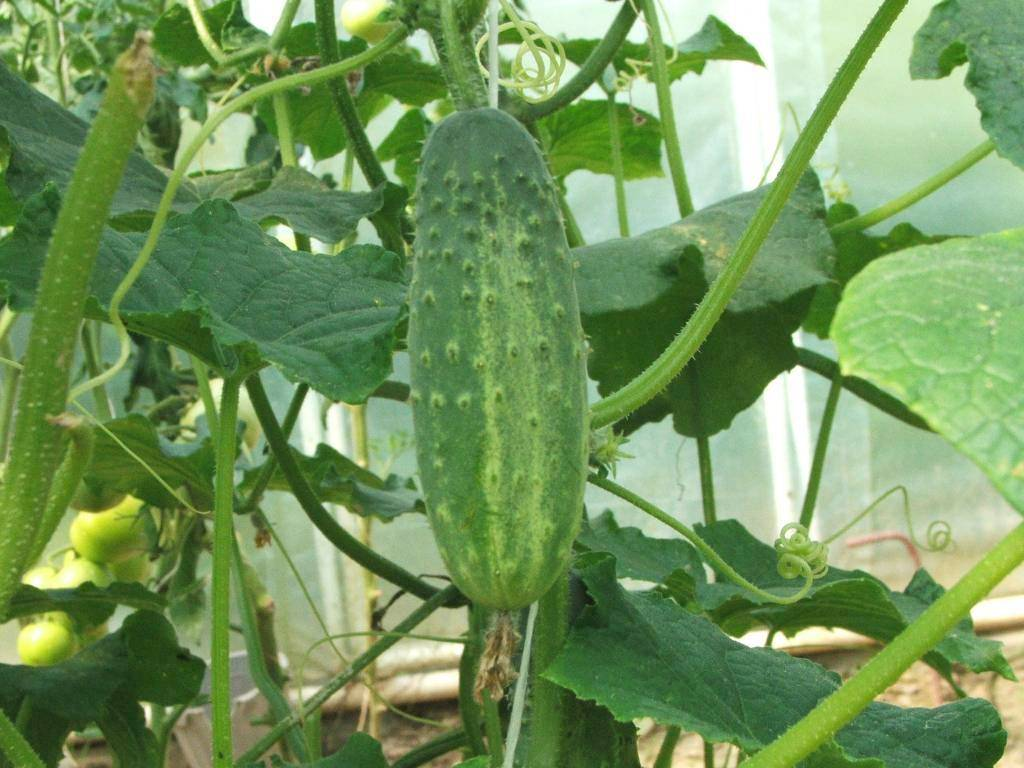
피클용 오이.
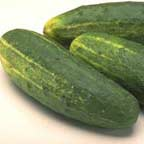
피클용 오이.

## 같이 보기
- 오이 샌드위치
- 오이 초절임
- 오이소박이
- 토마토
- 생리활성물질
- 효소 저해제
- 갓파